# Mephritus adelphus
Mephritus adelphus är en skalbaggsart som först beskrevs av Martins 1973.  Mephritus adelphus ingår i släktet Mephritus och familjen långhorningar. Inga underarter finns listade i Catalogue of Life.